# Tauhiti Keck
Tauhiti Keck, né le 1er août 1994, est un footballeur international tahitien, évoluant au poste de milieu de terrain au sein du club de l'AS Vénus depuis 2019.

## Biographie

### En club
Tauhiti Keck joue dans sa carrière dans trois clubs, à savoir l'AS Temanava, l'AS Tefana et l'AS Vénus.

### En sélection
Il découvre la sélection tahitienne en 2011, lors d'un match amical contre la Nouvelle-Calédonie. Après cela, il faut attendre février 2013 pour qu'il soit intégré avec les Toa Aito au sein d'un stage en Australie.
Après cela, il est dans la pré-liste des joueurs sélectionnés pour la Coupe des Confédérations 2013 au Brésil mais n'est pas retenu pour le tournoi avec les Toa Aito.
Il dispute plus tard les qualifications des coupes du monde 2018, 2022 ainsi que les Jeux du Pacifique 2023 et la Coupe d'Océanie des nations 2024.

## Statistiques

### Buts en sélection
| Buts internationaux de Tauhiti Keck | Buts internationaux de Tauhiti Keck | Buts internationaux de Tauhiti Keck | Buts internationaux de Tauhiti Keck                 | Buts internationaux de Tauhiti Keck | Buts internationaux de Tauhiti Keck | Buts internationaux de Tauhiti Keck | Buts internationaux de Tauhiti Keck                  |
| 0                                   | Date                                | Sélection                           | Lieu                                                | Adversaire                          | Score                               | Résultats                           | Compétitions                                         |
| ----------------------------------- | ----------------------------------- | ----------------------------------- | --------------------------------------------------- | ----------------------------------- | ----------------------------------- | ----------------------------------- | ---------------------------------------------------- |
| 1                                   | 8 novembre 2016                     | 4                                   | Stade Pater Te Hono Nui, Pirae, Polynésie française | Îles Salomon                        | 1-0                                 | 1-0                                 | Éliminatoires de la Coupe du monde 2018 (tour final) |
| 2                                   | 28 mars 2017                        | 6                                   | Stade Pater Te Hono Nui, Pirae, Polynésie française | Papouasie-Nouvelle-Guinée           | 1-2                                 | 1-2                                 | Éliminatoires de la Coupe du monde 2018 (tour final) |
| 3                                   | 28 août 2023                        | 9                                   | Stade Pater Te Hono Nui, Pirae, Polynésie française | Îles Cook                           | 6-0                                 | 9-1                                 | Match amical                                         |
| 4                                   | 28 août 2023                        | 9                                   | Stade Pater Te Hono Nui, Pirae, Polynésie française | Îles Cook                           | 8-1                                 | 9-1                                 | Match amical                                         |
| 5                                   | 28 août 2023                        | 9                                   | Stade Pater Te Hono Nui, Pirae, Polynésie française | Îles Cook                           | 9-1                                 | 9-1                                 | Match amical                                         |
| 6                                   | 1er septembre 2023                  | 10                                  | Stade Pater Te Hono Nui, Pirae, Polynésie française | Îles Cook                           | 1-0                                 | 3-0                                 | Match amical                                         |